# Хачатрян, Рудольф Лорисович
Рудо́льф Ло́рисович Хачатря́н (4 марта 1937, Ереван, Армянская ССР, СССР — 15 августа 2007, Ереван Армения) — советский и армянский живописец, график и скульптор. Народный художник Армянской ССР (1984).

## Биография
- 1937 — Родился 4 марта в г. Ереване, Армения.
- 1952 — Встреча с Ервандом Кочаром – художником-новатором, создателем художественного принципа peinture dans I'espace (живопись в пространстве). Кочар становится его другом, духовным учителем и вводит в круг интеллектуальной элиты Армении.
- 1955 — Впервые участвует в республиканской выставке.
- 1961 — Государственная картинная галерея Армении приобретает серию портретов деятелей культуры Армении.
- 1962 — Коллекционеры (А. Чудновский, А. Кадемьян, Г. Бунатян, А. Григорян и др.) начинают приобретать работы Р.Хачатряна.
- 1969 — Первая премия Министерства культуры Армении за портрет композитора Комитаса.
- 1971 — 1989 — Живет и работает в Москве. Начинается период Классический рисунок
- 1980 — Открывает новую изобразительную технику; начинается период Рисунок на левкасе.
- 1984 — Получает звание Народный художник Армянской ССР.
- 1989 — 1994 Живет и работает в Лондоне. Начинается период  Метаморфозы, включающий в себя несколько основных этапов: «Открытые формы 1989-1990 », «Двуединство», « Двойное состояние», «Проявление образа», «Мифологемы».
- С 1994 — Живет и работает в Москве. Разрабатывает и открывает новые изобразительные принципы пространственных композиций. Начинается период Многомерный объект.
- 1995 — В честь 50-летия ООН получает в дар от правительства Республики Армения картину Р. Хачатряна «Соединение».
- 1997 — Указом Президента Российской Федерации награждён орденом Дружбы.
- 2002 — Избран  членом-корреспондентом Российской академии художеств.
- 2003 — Указом Президента Республики Армения награждён медалью Мовсеса Хоренаци.
- Награждён золотой медалью Европейского общества «Франца Кафки» и золотым крестом Союза армян России[1].
- 2007 — 15 августа скончался в Берлинской клинике после операции на сердце.
- Похоронен на Городском Пантеоне в г. Ереване (Армения).

## Персональные выставки
- 1978 — Союз художников СССР, Москва.
- 1979 — Союз художников, Ленинград.
- Музей западного искусства, Одесса.
- 1980 — Союз художников,  Ереван.
- 1983 — Музей современного искусства,  Ереван.
- 1984 — Государственный музей искусств народов востока, Москва.
- 1985 — Heritage Gallery, Лос-Анджелес, Детройт, США.
- 1988 — Дом художника, Ереван.
- 1990 — Резиденция архиепископа Кентерберийского, Лондон.
- 1993 — Центральный Дом художника, Москва.
- 1997 — Национальная галерея Армении, Ереван.
- Государственная Третьяковская галерея, Москва.
- 2002 — Российская  Академия художеств, Москва.
- 2004 — Галерея «Новый Эрмитаж», Москва.
- Московский музей современного искусства.
- 2012 — галерея Открытый клуб, Москва

## Периоды творчества
- Начало
- Открытые формы
- Классический рисунок
- Рисунок на левкасе
- Метаморфозы
  - Открытые формы 1989-90
  - Рельефы
  - Театр теней
  - Минимализм
  - Двуединство
  - Двойное состояние
  - Образы и тени
  - Проявление образа
  - Мифологемы I
  - Мифологемы II
  - Соединения
  - Метаморфозы
- Многомерный объект
  - Проекции
  - Рельеф в пространстве
  - Умножение образов
  - Созвучие
  - Трансформации
  - Соединения 2004
  - Скульптура
  - Живопись в пространстве
  - Открытая форма

## Видео
Фильм "Бесконечность Многомерных объектов Рудольфа Хачатряна", 2004 г.